# Cul-de-sac de Douglas
Pour les articles homonymes, voir Cul-de-sac.

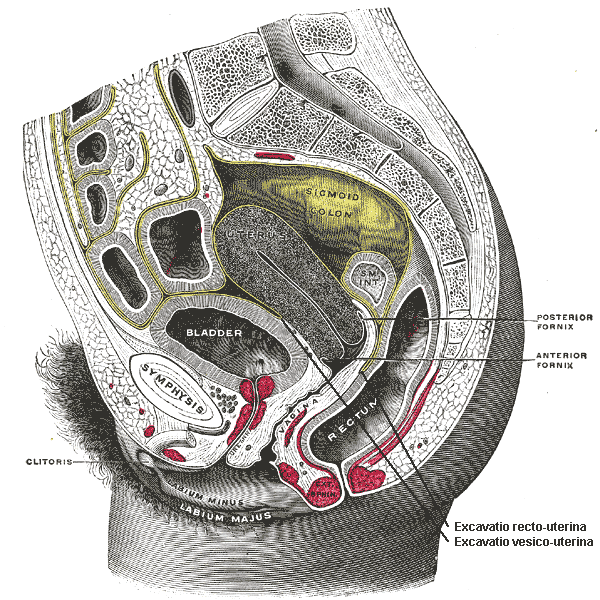
Coupe sagittale du pelvis féminin laissant apparaître le cul-de-sac utéro-rectal (ex cul-de-sac de Douglas).

Le cul-de-sac de Douglas, du nom de James Douglas (1675-1742), est un repli du péritoine situé entre le rectum et l'utérus, formant un cul-de-sac. Chez l'homme, ce cul-de-sac est simplement l'extrémité inférieure de la cavité péritonéale, entre la face postérieure de la vessie et la face ventrale du rectum.
Son nouveau nom est cul-de-sac recto-utérin chez la femme, et cul-de-sac recto-vésical chez l'homme ; ou encore excavatio recto-uterina et excavatio recto-vesicalis selon la terminologie anatomique,.

## Anatomie
C'est le point le plus bas de la cavité péritonéale. Le cul-de-sac de Douglas est l'endroit où s'accumulent les liquides qui peuvent se trouver par accident dans cette cavité péritonéale (sang, pus, etc.).
Chez l'homme, il est plus ou moins divisé par les vésicules séminales en cul-de-sac antérieur vésico-séminal et cul de sac postérieur sémino-rectal. Chez la femme, il est nettement séparé des fossettes ovariennes par la saillie des ligaments utéro-sacrés.
Cet endroit du corps est accessible par le toucher rectal ou vaginal. Dans les deux sexes, le fond du cul-de-sac de Douglas est à 7 mm environ au-dessus de l'orifice anal.

## Pathologies
Au toucher vaginal, une douleur vive et localisée, à la palpation profonde du cul-de-sac recto-utérin, réalisait historiquement le signe ou le cri du Douglas. Elle indique une inflammation péritonéale devant faire suspecter une péritonite, une rupture de grossesse extra-utérine, etc.
On nomme « élytrocèle » une descente d'organes (ptôse intestinale) qui fait hernie dans le cul-de-sac de Douglas, en repoussant la paroi vaginale postérieure, jusqu'à travers la vulve.
La douglassite est une péritonite chronique localisée au cul-de-sac de Douglas.
Une douglassectomie est la résection chirurgicale du péritoine pelvien du cul-de-sac de Douglas.